# 卡斯特曼出版社
卡斯特曼出版社，是一家總部位於比利時布魯塞爾的法語出版社，创立于1780年，是欧洲最老牌的出版公司之一，致力於出版兒童文學和連環漫畫，享譽世界的《丁丁歷險記》便是由其出版。

## 沿革
1780年，来自比利时图尔奈的编辑和图书销售员多纳特-约瑟夫·卡斯特曼（Donat-Joseph Casterman）创立了卡斯特曼出版社。1857年该社在法国巴黎设立分社。1934年，卡斯特曼出版社从《小二十世纪》手中获得了《丁丁历险记》的出版权，并从此控制了该系列漫画的出版。1983年，埃尔热过世，在遗嘱中将《丁丁历险记》的版权赠予卡斯特曼，并声明版权期为70年。